# Hemibagrus filamentus
Hemibagrus filamentus es una especie de pez de la familia Bagridae en el orden de los Siluriformes.

## Morfología
Los machos pueden llegar alcanzar los 50 cm de longitud total.

## Distribución geográfica
Se encuentra en la cuenca del Mekong en Laos, Tailandia, Camboya y Vietnam. También está presente en las cuencas de los ríos Chao Phraya y Maeklong.